# Al-Faisaly Football Club
Ne doit pas être confondu avec le club de football jordanien Al-Faisaly Club
Maillots
Dernière mise à jour : 1er août 2025.
Le Al-Faisaly Football Club (en arabe : نادي الفيصلي), plus couramment abrégé en Al-Faisaly, est un club saoudien de football fondé en 1954 et basé dans la ville de Harmah (en).

## Palmarès
| Compétitions nationales |
| --- |
| - Championnat d'Arabie saoudite de deuxième division (1) : - Champion : 2009-2010. - Vice-champion : 2005-2006. - Championnat d'Arabie saoudite de troisième division (1) : - Champion : 2002-2003. - Coupe du Roi (1) : - Vainqueur : 2020-2021. - Finaliste : 2017-2018. |